# Андрушівська волость (Житомирський повіт)
Андрушівська волость — історична адміністративно-територіальна одиниця Житомирського повіту Волинської губернії з центром у селі Андрушівка.
Станом на 1885 рік складалася з 14 поселень, 12 сільських громад. Населення — 9056 осіб (4471 чоловічої статі та 4585 — жіночої), 1233 дворових господарств.
|                     | Площа, десятин | У тому числі орної, дес. |
| ------------------- | -------------- | ------------------------ |
| Сільських громад    | 9410           | 6649                     |
| Приватної власності | 11369          | 4922                     |
| Казенної власності  | 1169           | 20                       |
| Іншої власності     | 407            | 238                      |
| Загалом             | 22355          | 11829                    |

Основні поселення волості:
- Андрушівка — колишнє власницьке село при річці Гуйві за 40 верст від повітового міста, 1579 осіб, 192 двори, православна церква, католицька каплиця, лікарня, постоялий двір, постоялий будинок, чайний завод, торгова баня, 8 лавок, 2 водяних млини, цегельний і бурякоцукровий завод.
- Гальчин — колишнє власницьке село при річках Гуйві та Пустосі, 860 осіб, 146 двори, православна церква (згоріла 1875 року), постоялий будинок, 2 лавки, водяний млин.
- Гарапівка — колишнє власницьке село при річці Гуйві, 454 особи, 54 двори, постоялий будинок, лавка, водяний млин.
- Гордишівка — колишнє власницьке село при річці Гуйві, 269 осіб, 38 дворів, православна церква, постоялий будинок, лавка.
- Жерделі — колишнє власницьке село при річці Гуйві, 226 осіб, 44 двори, каплиця, постоялий будинок.
- Крилівка — колишнє власницьке село, 992 особи, 192 двори, православна церква, постоялий будинок, 2 лавки.
- Міньківці — колишнє власницьке село при річці Тетерів, 573 особи, 81 двір, православна церква, постоялий будинок.
- Нехворощ — колишнє власницьке містечко при річці Пустосі, 1650 осіб, 327 дворів, 2 православні церкви, постоялий будинок, 3 лавки, 2 водяних млини.
- Павелки — колишнє власницьке село при річці Гуйві, 669 осіб, 67 дворів, православна церква, постоялий будинок.

До 1913 року кількість населених пунктів не змінилась, кількість дворових господарств зросла до 2840, населення зросло до 16 349 осіб, волосним старшиною був Г. Мельник.